# Apprendimento auto-supervisionato
L'apprendimento auto-supervisionato (o self-supervised learning, abbreviato con SSL) è un paradigma di apprendimento automatico nel quale si addestra un modello per un dato compito usando gli stessi dati per generare segnali di supervisione, anziché basarsi su etichette rese disponibili dall'esterno. Nel contesto delle reti neurali, l'apprendimento auto-supervisionato mira a sfruttare strutture inerenti o relazioni fra dati di input per creare segnali di addestramento significativi. I problemi di apprendimento auto-supervisionato sono definiti in modo tale che la loro soluzione richieda la cattura delle caratteristiche (feature) o delle relazioni nei dati. I dati di input sono tipicamente estesi o trasformati in modo tale da creare coppie di campioni correlati, nelle quali uno fa da input e l'altro viene impiegato per formulare il segnale di supervisione. Questa estensione può comportare l'introduzione di rumore e diversi tipi di trasformazione (ad esempio rimozioni, rotazioni, traslazioni nel caso di immagini). L'apprendimento auto-supervisionato imita più da vicino il modo in cui le persone imparano a classificare oggetti.
Casi d'uso tipici: NLP, visione artificiale, elaborazione e sintesi di immagini.

## Tipologie
Tassonomia delle metodologie comuni di SSL:
- apprendimento autopredittivo (o autoassociativo)
  - autoencoder
  - autoregressione
  - mascheramento
  - previsione innata delle relazioni
- apprendimento contrastivo
  - discriminazione di istanza
  - non-contrastivo
  - multimodale